# Liste der Kulturdenkmäler in Dornholzhausen
Die folgende Liste enthält die in der Denkmaltopographie ausgewiesenen Kulturdenkmäler auf dem Gebiet des Ortsteils Dornholzhausen der  Stadt Bad Homburg vor der Höhe, Hochtaunuskreis, Hessen.
Hinweis: Die Reihenfolge der Denkmäler in dieser Liste orientiert sich an der Anschrift, alternativ ist sie auch nach der Bezeichnung, der vom Landesamt für Denkmalpflege vergebenen Nummer oder der Bauzeit sortierbar.
Kulturdenkmäler werden fortlaufend im Denkmalverzeichnis des Landes Hessen durch das Landesamt für Denkmalpflege Hessen auf Basis des Hessischen Denkmalschutzgesetzes (HDSchG) geführt. Die Schutzwürdigkeit eines Kulturdenkmals hängt nicht von der Eintragung in das Denkmalverzeichnis des Landes Hessen oder der Veröffentlichung in der Denkmaltopographie ab.

| Bild                             | Bezeichnung                      | Lage | Beschreibung | Bauzeit                | Objekt-Nr. |
| -------------------------------- | -------------------------------- | --- | --- | ---------------------- | ---------- |
| Saalburg                         | Saalburg                         | Dornholzhausen, Am Römerkastell 1 LageFlur: 6, Flurstück: 20/2                                                                                  | |                        | 8312 DDB   |
| Saalburg/Margheriten-Stein       | Saalburg/Margheriten-Stein       | Dornholzhausen, An der Jupitersäule (bei Saalburgchaussee) LageFlur: 6, Flurstück: 1/7                                                          | Gedenkstein mit der Inschrift „SAALBURG / VIA MARGHERITA / XX MAI MCMV“. Der Stein erinnert an den der Saalburg abgestatteten Besuch von Königin Margherita von Italien im Jahr 1905. | 1905                   | 8314 DDB   |
| Stationsgebäude der Saalburgbahn | Stationsgebäude der Saalburgbahn | Dornholzhausen, An der Jupitersäule 2 LageFlur: 6, Flurstück: 14/2                                                                              | Wartehalle / Bahnhof der elektr. Straßenbahn an der Saalburg, gebaut 1900, Architekt war Louis Jacobi († 1910). Wird nun vom Bienenzuchtverein Obertaunus genutzt Straßenbahn Bad Homburg vor der Höhe#Saalburgbahn | 1900                   | 8320 DDB   |
| Landgasthof Saalburg             | Landgasthof Saalburg             | Dornholzhausen, An der Jupitersäule 10 LageFlur: 6, Flurstück: 4/8                                                                              | Auf der Höhe des Saalburgpasses befand sich im 17. und 18. Jahrhundert eine Pferdewechselstation an der Grenze zwischen der Landgrafschaft Hessen-Homburg und dem Fürstentum Nassau-Usingen. 1871 wurde die Pferdewechselstation zu einem Restaurant mit viktorianischen Stilelementen umgebaut. An dem Umbau wirke auch Louis Jacobi mit. Die Inneneinrichtung ist im Wesentlichen noch im Stil der Jahrhundertwende gehalten. 2013 wurde das Haus in die Denkmalliste aufgenommen. | 1871                   | 162000 DDB |
| Fachwerkwohnhaus                 | Fachwerkwohnhaus                 | Dornholzhausen, Dornholzhäuser Straße 3 LageFlur: 4, Flurstück: 86/1                                                                            | |                        | 7619 DDB   |
| Fachwerkwohnhaus                 | Fachwerkwohnhaus                 | Dornholzhausen, Dornholzhäuser Straße 11 LageFlur: 4, Flurstück: 94                                                                             | |                        | 7621 DDB   |
| Pfarrhaus                        | Pfarrhaus                        | Dornholzhausen, Dornholzhäuser Straße 12 LageFlur: 4, Flurstück: 51/3                                                                           | | 1742                   | 7623 DDB   |
| Reformierte Pfarrkirche          | Reformierte Pfarrkirche          | Dornholzhausen, Dornholzhäuser Straße 14 LageFlur: 4, Flurstück: 50/2                                                                           | | 1725                   | 7625 DDB   |
| Fachwerkwohnhaus                 | Fachwerkwohnhaus                 | Dornholzhausen, Dornholzhäuser Straße 21 LageFlur: 4, Flurstück: 103/1                                                                          | |                        | 7627 DDB   |
| Fachwerkwohnhaus                 | Fachwerkwohnhaus                 | Dornholzhausen, Dornholzhäuser Straße 28 LageFlur: 4, Flurstück: 36/1                                                                           | Giebelständiges, verputztes Fachwerkwohnhaus von einem Geschoss |                        | 7629 DDB   |
| Fachwerkwohnhaus                 | Fachwerkwohnhaus                 | Dornholzhausen, Dornholzhäuser Straße 39 LageFlur: 4, Flurstück: 120/2                                                                          | |                        | 8504 DDB   |
| Friedhof und Kriegerdenkmale     | Friedhof und Kriegerdenkmale     | Dornholzhausen, Dornholzhäuser Straße 53 LageFlur: 3, Flurstück: 89/1, 89/2, 90, 91                                                             | Die Grabsteine des Friedhofs der Waldensergemeinde zeigen französische Familiennamen. Das nicht abgebildete, vom Gesangverein Liederkranz zu Dornholzhausen gestiftete Kriegerdenkmal ist zum Gedenken an die im Krieg 1870/71 und 1. WK Gefallenen |                        | 8418 DDB   |
| weitere Bilder                   | Brücken an Elisabethenschneise   | Dornholzhausen, Elisabethenschneise 1 (beim Stadtwald), Hohemark (beim Staatswald), Elisabethenschneise 2/4 LageFlur: 7, 8, Flurstück: 1/2, 2/1 | | 1823                   | 8390 DDB   |
| weitere Bilder                   | Hirschgarten                     | Dornholzhausen, Elisabethenschneise 1 (Stadtwald) LageFlur: 7, Flurstück: 1/2                                                                   | | 1840                   | 8394 DDB   |
| Forstgarten                      | Forstgarten                      | Dornholzhausen, Elisabethenschneise 2 (Forstgarten) LageFlur: 7, Flurstück: 1/2                                                                 | Der Forstgarten wurde ab 1821 unter Landgraf Friedrich VI. Joseph und seiner Gemahlin Elisabeth, der Tochter des englischen Königs Georg III., angelegt. | 1815 bis 1825          | 8392 DDB   |
| Grenzsäule an der Saalburg       | Grenzsäule an der Saalburg       | Dornholzhausen, Friedrichsdorfer Stadtwald (B 456) LageFlur: 6, Flurstück: 1/8                                                                  | 2,50 m hohe Grenzsäule aus Buntsandstein, die die Grenze zwischen dem „Landgrafenthum Hessen“ und dem Herzogtum Nassau markierte. |                        | 8310 DDB   |
| Großer Tannenwald                | Großer Tannenwald                | Dornholzhausen, Großer Tannenwald LageFlur: 7, Flurstück: 10/1                                                                                  | 1770 begann Landgraf Friedrich V. mit der Gestaltung des Großen Tannenwalds – u. a. drei Teiche (von denen heute noch die Reste zu sehen sind) und verschiedene, sich kreuzende Alleen. | 1770                   | 8378 DDB   |
| Großer Tannenwald / Pferdegrab   | Großer Tannenwald / Pferdegrab   | Dornholzhausen, Großer Tannenwald LageFlur: 7, Flurstück: 10/1                                                                                  | |                        | 8380 DDB   |
| Adelheidsteine                   | Adelheidsteine                   | Dornholzhausen, Hohemark (beim Staatswald) LageFlur: 8, Flurstück: 2/1                                                                          | Zwei auf Sockeln stehende Obelisken, Buntsandstein, lichte Höhe 1,40 m. Geschmückt jeweils mit Rangkrone und Rautenkranz. Sie wurden von Landgräfin Elisabeth zur Erinnerung an einen gemeinsam mit ihrer Schwägerin Adelheid (Gemahlin des Herzogs von Clarence, 1830–37 als Wilhelm IV. König von Großbritannien und Irland) unternommenen Spaziergang oberhalb des Goldgrubenfelsens aufgestellt.                                                                                 |                        | 8384 DDB   |
| Obelisk an Obeliskenschneise     | Obelisk an Obeliskenschneise     | Dornholzhausen, Hohemark (beim Staatswald) LageFlur: 7, Flurstück: 1/3                                                                          | 1819 nach Vorgaben von Landgraf Friedrich V. aus Wertheimer Sandstein gefertigt. 1825 aufgestellt. | 1819                   | 8382 DDB   |
| weitere Bilder                   | Hirschsteine                     | Dornholzhausen, Hohemark (beim Staatswald) LageFlur: 8, Flurstück: 2/1                                                                          | Zum Andenken an seinen Jagdschuss am 8. März 1854 ließ Landgraf Ferdinand zwei Hirschsteine aufstellen. | 1854                   | 8386 DDB   |
| Villa                            | Villa                            | Dornholzhausen, Lindenallee 8 LageFlur: 4, Flurstück: 141/6                                                                                     | | 1875 bis 1885          | 8057 DDB   |
| Villa                            | Villa                            | Dornholzhausen, Lindenallee 13 LageFlur: 4, Flurstück: 79/12                                                                                    | |                        | 8059 DDB   |
| Wohnhaus                         | Wohnhaus                         | Dornholzhausen, Lindenallee 15 LageFlur: 4, Flurstück: 230/79                                                                                   | | Anfang 20. Jahrhundert | 8061 DDB   |
| Pförtnerhaus                     | Pförtnerhaus                     | Dornholzhausen, Lindenallee 17 LageFlur: 4, Flurstück: 80/2                                                                                     | |                        | 8063 DDB   |
| Villa                            | Villa                            | Dornholzhausen, Viktor-Achard-Straße 1 LageFlur: 2, Flurstück: 170/10                                                                           | Villa, mit Turm und Erker | 1901                   | 8420 DDB   |